# Sky Bridge 721
Die Sky Bridge 721 ist eine im Mai 2022 eröffnete Fußgänger-Hängebrücke in Dolní Morava in Tschechien. Sie liegt im Glatzer Schneegebirge und führt über das Mlýnské údolí (Mühlental) mit dem Mlýnský potok (Mühlenbach). Mit einer Länge von 721 Metern ist sie die zweitlängste Fußgängerhängebrücke der Welt nach der Brücke der nationalen Einheit (Stand 2024).

## Geschichte
Der Bau der Fußgängerbrücke wurde im Jahr 2015 genehmigt. Der Investor ist der Eigentümer des Mountain Resort Dolní Morava. Entworfen wurde die Konstruktion von dem tschechischen Unternehmen Taros Nova a.s. Die fertige Brücke wurde am 9. Mai 2022 der Presse vorgestellt, die offizielle Eröffnung für das Publikum erfolgte am 13. Mai 2022.

## Technik und Architektur
Die Sky Bridge 721 ist als Hängebrücke konstruiert und hat eine Gesamtlänge von 721 Metern. Sie verbindet die Berggrate von Slamník (in einer Höhe von 1110 Meter über NHN) und Chlum (1116 Meter über NHN) miteinander. Mit einer Breite von 1,2 Metern ist sie eine reine Fußgängerbrücke. Die maximale Höhe über dem Tal beträgt 95 Meter. Die sechs Tragseile haben einen Durchmesser von je 76 Millimetern. Das Geländer hat eine Höhe von 1,2 Metern. Bei einer Windgeschwindigkeit von über 72 km/h wird die Brücke für den Verkehr geschlossen.

## Betrieb
Die Brücke ist kostenpflichtig und darf nur in einer Richtung begangen werden, Besucher müssen vorab online ein Zeitfenster buchen. Zum Startpunkt hinauf existiert ein Sessellift. Bereits seit 2015 gibt es unweit der Brücke einen 55 Meter hohen Aussichtsturm „Pfad in den Wolken“ (engl. „Skywalk“).

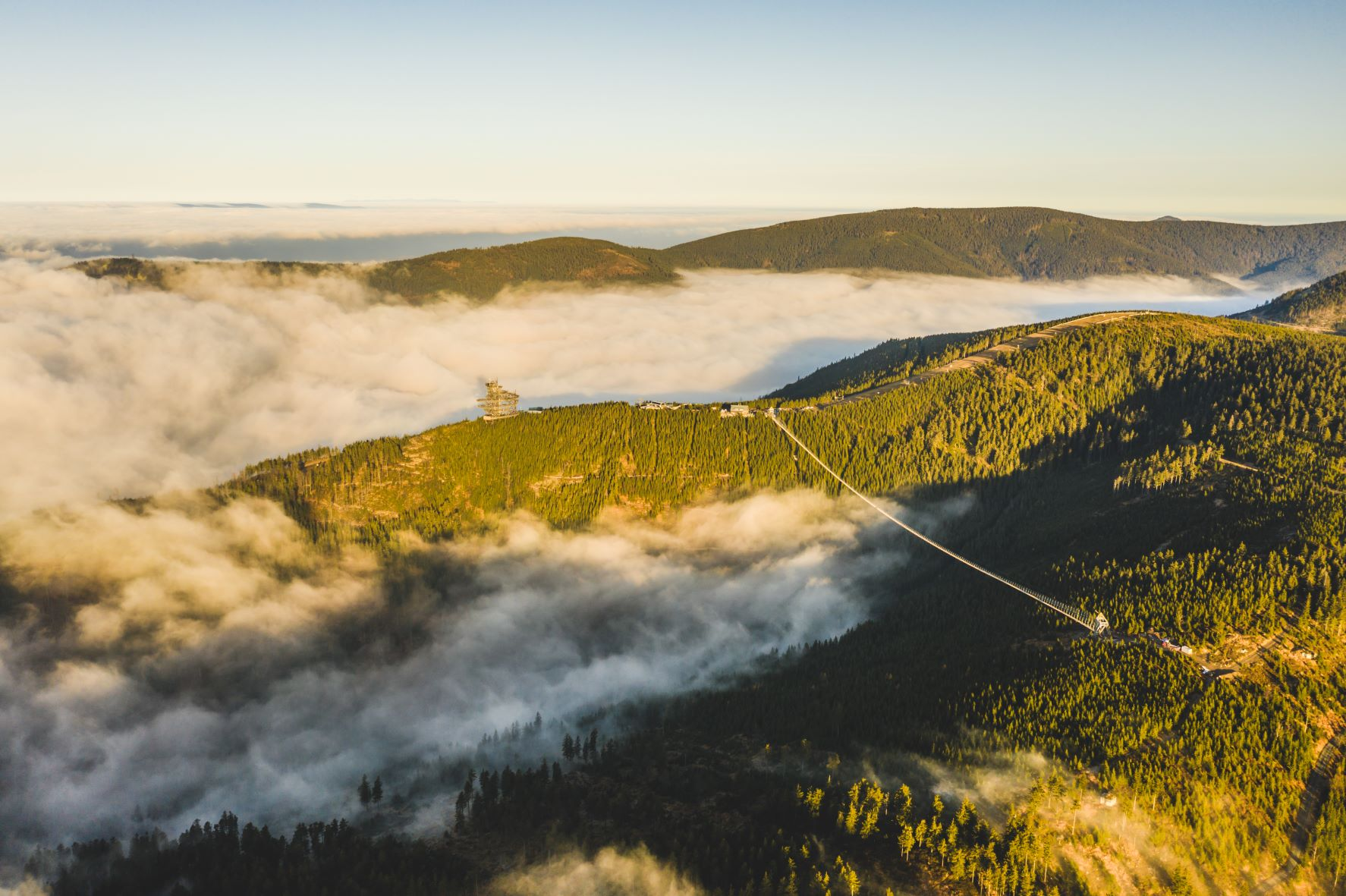
Sky Bridge 721
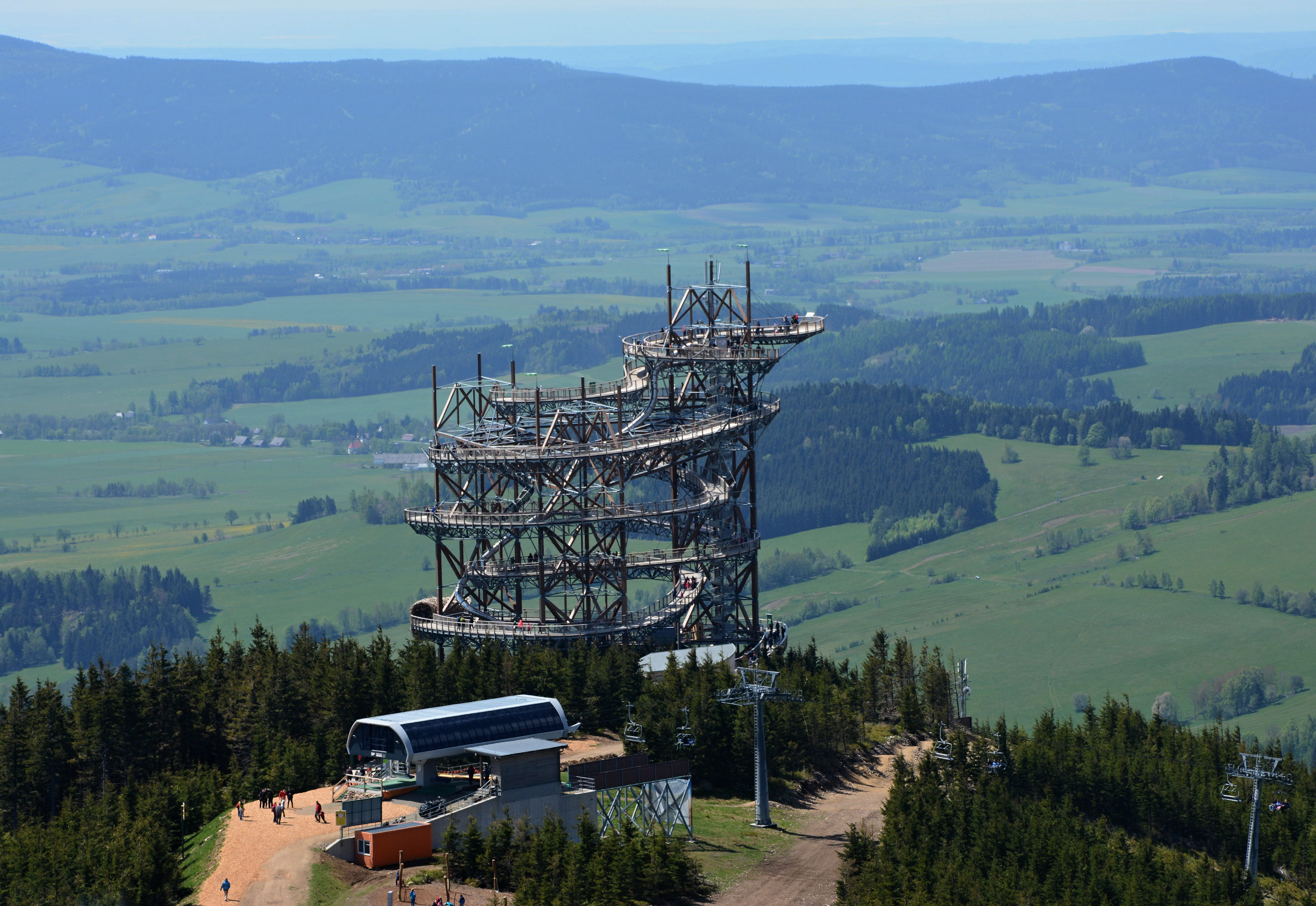
Aussichtsturm „Pfad in den Wolken“